# アクアライン (企業)

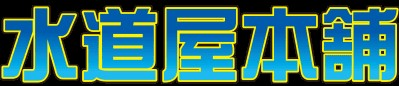
水道屋本舗のロゴ

株式会社アクアラインは、広島県広島市中区に本社を置く、水道（上水道・下水道）全般の工事・修理・ミネラルウォーター販売企業である。

## 当該企業の概要
水道修理サービスは、「水道屋本舗」として知られており、テレビCMも出している。24時間・365日年中無休で営業しており、全国展開で出張修理サービスを展開している。冷蔵庫に張り付けるマグネットチラシなどで広報し、電話などで受け付けている。洗面所、トイレ、風呂、キッチン、排水管及び排水溝、給湯器、水栓などの修理に対応している。
イメージキャラクターは、パンダをモチーフとした「水道屋ぱんだ」。「ひとえうさぎ」とコラボレーションしたCMも出している。しかし後述の不祥事の影響を受けて、現在はCM動画が削除され、2022年5月30日まで業務停止となった。
業務停止処分明け後には、不適切会計も発覚。このためアクアラインは2025年1月29日、内部管理体制の改善が必要として東京証券取引所から特別注意銘柄の指定を受けた他、同年3月4日には証券取引等監視委員会から課徴金納付命令勧告を受けた。

## 不祥事
2021年8月30日、これまでに特定商取引法違反にあたる営業を行ったとして、消費者庁より業務停止命令（9ヶ月）と、当時の代表取締役である大垣内 剛（おおこうち たけし）、及びお客様相談室室長1名に対し、業務停止命令（9ヶ月）の行政処分が下された。業務停止期間は、特定商取引法第8条の2第1項の規定に基づき、2021年8月31日から2022年5月30日までの9ヶ月とする。
アクアラインは、以下のとおり、特定商取引法に違反し、又は同法に規定する指示対象行為に該当する行為をしており、消費者庁は、訪問販売に係る取引の公正及び役務の提供を受ける者の利益が著しく害されるおそれがあると認定した。 

### 事例の一覧
事例1 役務提供契約の解除に関する事項につき不実のことを告げる行為（特定商取引法第6条第1項）
事例2 役務提供契約の締結を必要とする事情に関する事項につき不実のことを告げる行為（特定商取引法第6条第1項）
事例3 訪問販売に係る役務提供契約の解除につき迷惑を覚えさせる仕方で妨げる行為（特定商取引法第7条第1項第5号の規定に基づく施行規則第7条第1号）

### 処分の内容
株式会社アクアラインに対する行政処分の概要
大垣内 剛(代表取締役)に対する行政処分の概要
H氏(お客様相談室室長)に対する行政処分の概要
本件以外にも、国民生活センターには、同社について「直らなかったのに6万円弱請求された」「30万円で便器一式取り換えろと言われたが、別の業者に聞いたら1万円かからなかった」などの相談が18年以降、2年弱で計707件寄せられた。